# 习朝峰
习朝峰（1986年8月—），河北新乐人，汉族，中国共产党党员。中华人民共和国政治人物、第十三届全国人民代表大会解放军和武警部队代表。

## 生平
2018年，习朝峰被选为解放军和武警部队出席第十三届全国人民代表大会代表。
2020年信息显示，习朝峰职务为陆军第82集团军防空旅警卫勤务连连长。